# Echinodorus horizontalis
Espèce
Classification APG II (2003)

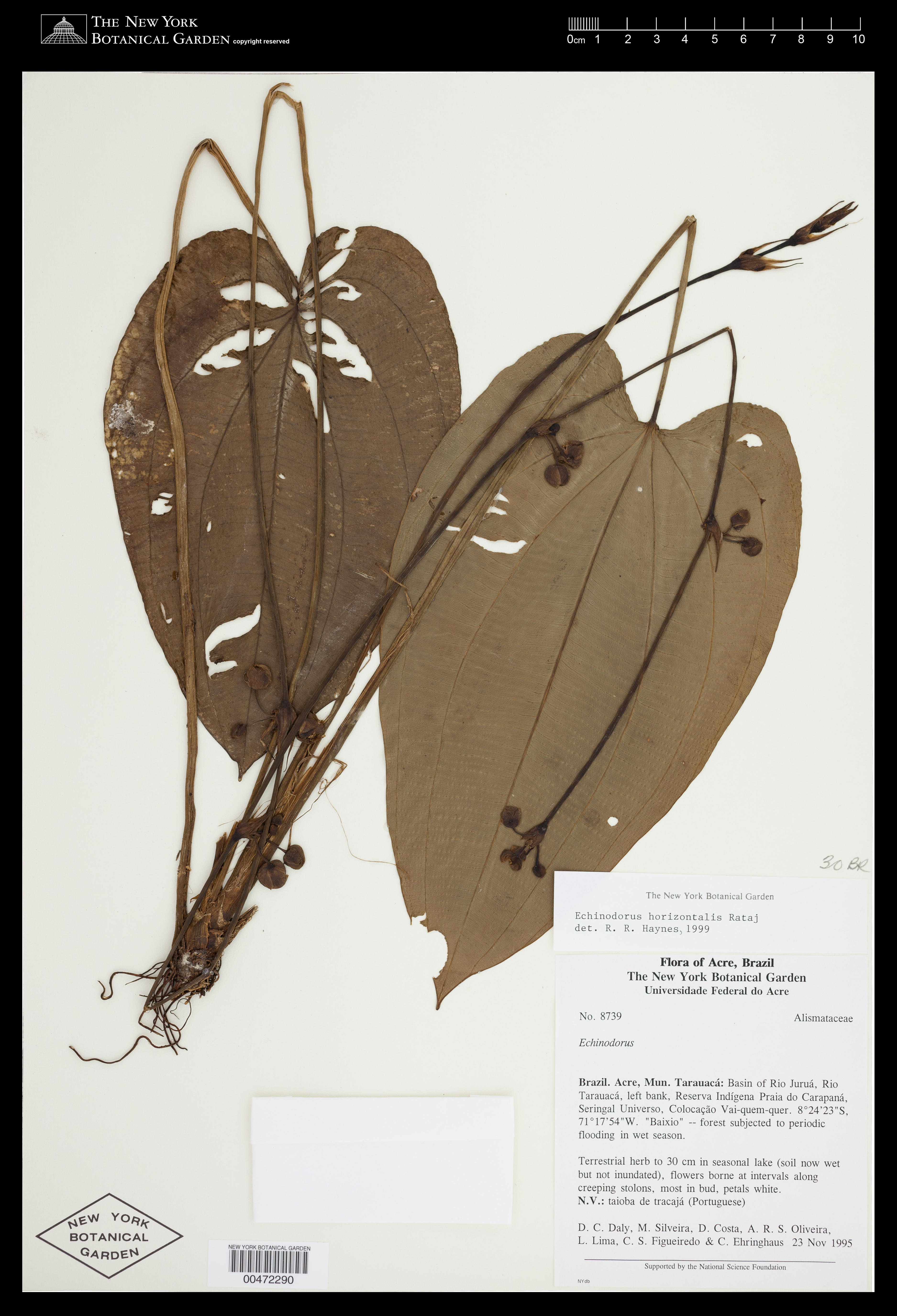
Echinodorus horizontalis

Echinodorus horizontalis est une espèce de plantes aquatiques de la famille des Alismataceae.

## Origine
Occupe toute l'Amérique du Sud.

## Description
Ses feuilles peuvent atteindre 50 cm. Néanmoins, elles ne dépassent que rarement les 20 cm en aquarium.

## Maintenance
Souvent présente à la vente, Echinodorus horizontalis préfère une eau douce et légèrement acide. Deux défauts : la lenteur de pousse et une propension au manque de fer. Une température allant de 25 à 29 °C semble optimum.